# Оствальд, Генрих Адамович
Ге́нрих Ада́мович О́ствальд (1873—1937) — учитель, адвентист, являлся основателем, лидером реформационного движения Адвентистов седьмого дня в России. После его смерти руководителем стал Прокофий Иванович Манжура.

## Биография
Генрих Оствальд родился в 1873 году в немецкой  колонии Францозен/Franzosen (Россоши) кантона Гримм Камышинского уезда Саратовской губернии, ныне село Первомайское (Красноармейский район) Саратовской области. Колонисты Оствальд поселились по вызову манифеста Екатерины Второй  в 1767 году в лютеранско-реформатской колонии  (Kauz) (Вершинки, ныне не существует), являются выходцами из Курпфальца, ныне части федеральных земель Германии Гессен, Баден-Вюртемберг, Рейнланд-Пфальц, Бавария (Верхний Пфальц), Саарланд.
Под влиянием проповедников с запада он присоединился к Церкви адвентистов седьмого дня.
Будучи проповедником, в 1913 году был направлен в Оренбург. В 1920 году переведён в Ташкент, где и обосновались его потомки, а впоследствии возглавил в качестве председателя Северо-Кавказскую конференцию АСД.
В 1925 году за непримиримую позицию против несения военной службы, нарушения заповеди «не убивай», был исключен из Церкви АСД. Он учил, что не существует таких условий и времени, когда нарушение Закона Божьего не считается грехом, и что его необходимо соблюдать, даже если бы это стоило жизни. Оствальд установил тесные контакты с первыми работниками реформации АСД на Западе. Ему удалось связаться со Всемирной организацией реформационного движения АСД в Германии, в частности с её председателем Отто Вельпом. Получив от него согласие на право работы в качестве проповедника реформационного движения, Оствальд начал широкую работу реформации в России.
За свои убеждения Г. А. Оствальд в 1931 году был приговорен к 3-м годам лишения свободы.
Сразу после освобождения в 1936 году создал новую организацию — «Всероссийскую унию адвентистов-реформаторов».
В 1937 году был арестован вторично и погиб в лагере голодной смертью.

## Фотографии
- Оствальд Г. А. Архивная копия от 4 марта 2016 на Wayback Machine
- [[File:Генрих Адамович Оствальд.jpg|thumb|Генрих Адамович Оствальд]]